# 蒼ざめた礼服
『蒼ざめた礼服』（あおざめたれいふく）は、松本清張の長編推理小説。『サンデー毎日』に連載され（1961年1月1日号 - 1962年3月25日号、連載時の挿絵は生沢朗）、1966年7月、光文社（カッパ・ノベルス）より刊行された。

## あらすじ
毎日、気のりのしない生活を送っていた洋傘製造会社勤務の片山幸一は、何気なく買った古雑誌「新世紀」を探していた、随筆家の関口貞雄と会う。この古雑誌のどの記事を関口が欲しがっているのか分からなかったものの、怠惰なサラリーマン生活からの脱出を望む片山は、関口の伝手で、疑獄事件を書き立てて鳴らした業界誌「情勢通信」を出す柿坂経済研究所に赴き、発行人の橋山義助および所長の柿坂亮逸と面談し、同所の調査部員に転職する。好奇心から「新世紀」元編集長の本橋秀次郎の行方を探し始めた片山は、まもなく本橋の死体が大森海岸で揚がったとの記事を読んで眼をむく。本橋と同時期に「新世紀」の編集をしていた長尾智子から、本橋の実家が木更津市らしいことを聞く一方、橋山からホテルのパーティへの随行を求められ、蒼味がかったネズミ色のネクタイの男の面相を憶えさせられる。続いてその男が、外国人客の多い赤坂のナイトクラブ「レッドスカイ」で、日本を代表する防衛大手・角丸重工業の招待を受けているのを見る。
橋山の指示で片山は木更津に出張し、海苔業者の辺見と会うが、二人の人物が片山の先回りをしていた。新聞は、国防当局が核兵器の搭載が可能な原子力潜水艦の建造を計画しているのではないかという国会答弁を報じていた。同僚の友永が椎名町の西岡写真館に出向くなど相次いで不審な行動を起こす中、長尾智子が来日中のアメリカの防衛大手副社長・パーキンソンの日本ワイフとなっていることを知った片山は、蒼味がかったネクタイの男とパーキンソンに接点があることを突き止める。角丸重工業がアメリカの防衛大手と提携し、原子力潜水艦の建造を請け負うことを目論んでいると睨む片山だったが、西岡写真館の主人が袖ケ浦で死体となって発見されたことを知る。その葬儀に顔を出した片山は、写真館のスタジオに掛った写真が「新世紀」の掲載記事に出ていた工学博士・東洞直義であることに気づく。続いて東洞が国防庁の役人と接点を持つことを片山は突き止める。
そうこうするうちに「情勢通信」は、原子力潜水艦の艦種決定をめぐり、東洞を黒幕とする疑惑記事を出し、長尾智子は「殺されるかもしれないわ」との言葉を残し、行方不明になる。本橋と西岡の変死をめぐるトリックを追及していた片山だったが、友永がパーキンソンの宿泊する隣室から謎の墜落死を遂げ、片山は事故死ではなく他殺と推定する。長尾智子が神野彰一という霞が関の関係者と居ると聞き、片山が神野を捜し始めると、片山の身に危険が迫り、難を逃れたものの、柿坂経済研究所から突然解雇を言い渡される。しかしあくまで追及をやめない片山は、神野＝蒼味がかったネクタイの男の正体を突き止め、内閣直属の情報機関「特別調査部」の存在に行きあたる。

## 主な登場人物

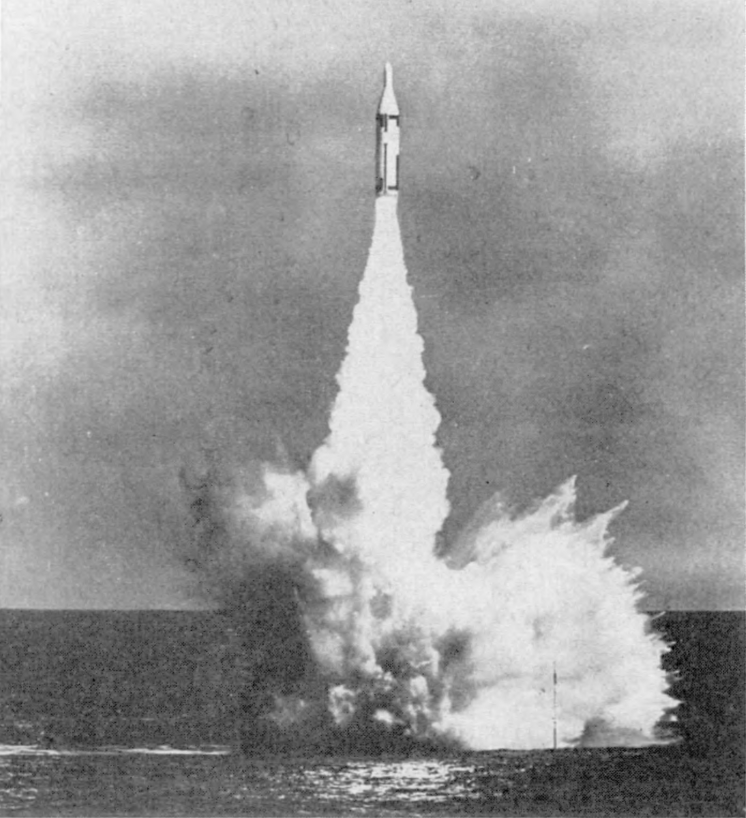
27節で言及される核弾頭搭載の潜水艦発射弾道ミサイル、UGM-27 ポラリス

片山幸一
京橋の洋傘製造会社に勤務するサラリーマン。独身で阿佐ヶ谷に下宿。
柿坂亮逸
「情勢通信」を発行する柿坂経済研究所の所長。元保守党代議士。
橋山義助
柿坂経済研究所の常務理事。
友永為二
柿坂経済研究所の調査部員で片山の同僚。ロバのような感じの男。
石黒
柿坂経済研究所の調査部員で片山の同僚。ぼんやりした顔つきの男。
鶴崎契子
柿坂経済研究所の秘書。
本橋秀次郎
「新世紀」元編集長。
長尾智子
赤坂のナイトクラブ「レッドスカイ」のホステス。「新世紀」元編集者。
早苗
新宿のキャバレー「ボーナン」のホステス。
西岡豊次郎
椎名町にある西岡写真館の主人。
辺見五郎
木更津市牛込地区の海苔業者。
関口貞雄
随筆家。『情勢通信』に寄稿する。
I・S・パーキンソン
アメリカの防衛大手カッターズ・ダイナミクス副社長。
東洞直義
国防庁に影響力を持つ工学博士。山形元帥、桂木伯爵、寺田元帥、尾上公爵などに関わる高貴な人脈を持つとされる。
神野彰一
通産省勤務の役人。内閣直属の特別調査部（世間では略して「特調」）に出向。

## エピソード
- 文芸評論家の尾崎秀樹は、本作が『深層海流』と同じ時期に執筆されていることを指摘し「『蒼ざめた礼服』とは何だろうか。防衛力増強をめぐる政治のメカニズム、いや政治そのものがまとっている礼服こそ、"蒼ざめた礼服"なのかもしれない。そう思うと、この作品の主題がさらに活きてくるように感じられる」と述べている[3]。